# متحف أجا وسلمى للتراث
متحف أجا وسلمى للتراث، أحد متاحف منطقة حائل، أسسه فهد المحمد الطوب، يقع المتحف ضمن منطقة خصصها المالك للأنشطة الاجتماعية بمدينة حائل. ويحتل المتحف مساحة 4500 متر مربع، ويتكون من: قاعة رئيسية مساحتها 480 متر ، وتضم العديد من الأسلحة القديمة التي كانت تستخدم قديمًا في الحروب، والعملات القديمة، والأدوات المستخدمة في الضيافة العربية بكميات كبيرة، ومبنى تراثي به مجموعة من الغرف مبنية على طراز العمارة القديم بمنطقة حائل، ومعروض بها “جلديات ـ ابواب خشبية ـ أدوات السقيا و الترحال ـ ملابس ـ صوفيات ـ نموذج لدار المصخن بالتجهيزات – غرفة لجلسة عائلية”، ومجموعة من السيارات القديمة.

## مكونات المتحف
يتكون من قاعة رئيسة ومبنى تراثي، القاعة الرئيسة مساحتها 480 متر مربع عرض بها قطع الاسلحة وأدوات الحرب، العملات وأدوات الضيافة العربية بكميات كبيرة، المبنى التراثي به مجموعة من الغرف تمثل طراز العمارة القديم بالمنطقة عرضت بها الجلديات والابواب الخشبية وأدوات السقيا والترحال والملابس والصوفيات ونموذج لدار المصخن بالتجهيزات غرفة الجلسة العائلية ونموذج المطبخ القديم بالتجهيزات. كما يوجد بالمتحف مجموعة من السيارات القديمة.

## وصلات خارجية
- متحف أجا وسلمى.
- أهم المتاحف الخاصة بحائل.